# Pałac w Gładyszach

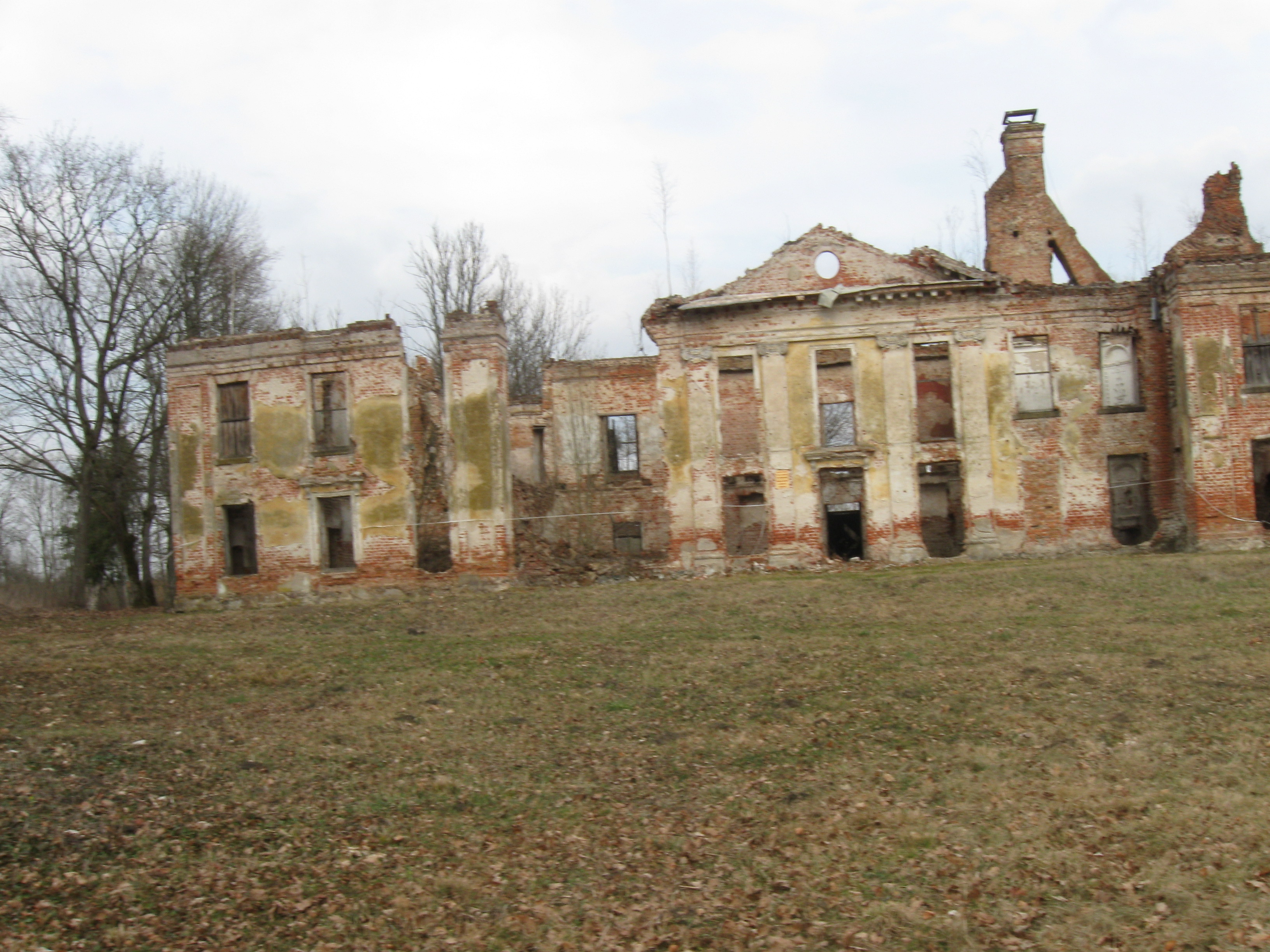
Pałac w ruinie, stan 2010 r.

Pałac w Gładyszach – osiemnastowieczny zespół pałacowo-parkowy w Gładyszach, pierwotnie należący do rodziny Dohnów. W 2020 rozebrano ruiny pałacu i na ich miejscu postawiono rekonstrukcję zabytku.
Obiekt znajduje się w województwie warmińsko-mazurskim, nieopodal drogi wojewódzkiej nr 509, ok. 40 km od Elbląga, kierując się na wschód.

## Historia
Wieś Gładysze (nazwa w języku niemieckim: Schlodien) od 1643 była własnością Dohnów. W miejscowości znajdował się niewielki dwór mieszkalny. W 1688 Christoph zu Dohna, z uwagi na wzrost swojej pozycji społecznej i zawodowej oraz wskutek pożaru pałacu w Morągu postanowił wznieść nowy pałac w Gładyszach. Projekt obiektu wykonał francuski architekt Jean de Bodt. Budowla powstała w latach 1701–1704 w stylu baroku holenderskiego, pod nadzorem Johanna Caspara Hindersina, który był już autorem projektu budynków gospodarczych. W kompleksie pałacowym znalazły się budynki wozowni i stajni oraz dwukondygnacyjna kuchnia.
Na przełomie XVIII i XIX w. w otaczającym pałac parku powstały drewniana chata w stylu ludowym (umieszczono w niej bawialnię dla dzieci), domek myśliwski i herbaciarnia w stylu chińskim. W 1858 do pałacu dobudowano oranżerię, latem adaptowaną na jadalnię.
Po śmierci ostatnich właścicieli Gładysz, braci Wilhelma-Christopha i Carla-Emanuela, którzy polegli w II wojnie światowej, ich matka i siostry opuściły pałac i udały się do Westfalii. Porzucony pałac został splądrowany i zdewastowany. Przechowywana w nim kolekcja 250 obrazów częściowo zachowała się w zbiorach Muzeum Warmii i Mazur. Pałac został zaadaptowany na magazyn PGR, a następnie całkowicie porzucony, po czym wydzierżawiony prywatnemu właścicielowi. W 1986 uległ zniszczeniu wskutek pożaru i od tego momentu pozostawał w ruinie.

## Architektura
Dwukondygnacyjny pałac w Gładyszach został wzniesiony w stylu barokowym na planie spłaszczonej litery H, kryty dachem mansardowym. Na osi elewacji frontowej znajdował się trójosiowy pseudoryzalit. Fasadę zdobił rząd pilastrów jońskich, które podtrzymywały naczółek z kartuszem herbowym Dohnów. Wnętrze obiektu dekorował Carl Florus zu Dohna, który zaprojektował na jego potrzeby sztukaterie, kominki i stolarkę artystyczną oraz współprojektował otaczający pałac ogród.
Pałac otaczał ogród z sześcioma stawami. W latach 1867–1868 Johann Larass zaprojektował przekształcenie ogrodu w romantyczny park; jedynie w najbliższym sąsiedztwie pałacu zachowano pierwotny układ regularnego barokowego ogrodu.

## Przypisy

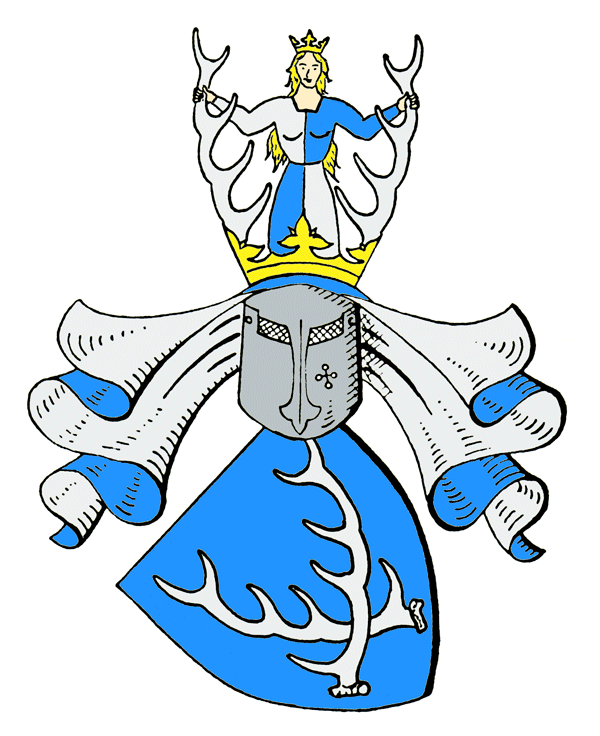
Herb von Dohna